# اریش میس
اریش میس (انگلیسی: Erich Miß؛ زادهٔ ۱۶ مارس ۱۹۴۸) بازیکن فوتبال اهل آلمان است.
از باشگاه‌هایی که در آن بازی کرده‌است می‌توان به باشگاه فوتبال بوخوم اشاره کرد.